# Sverdrupovy ostrovy

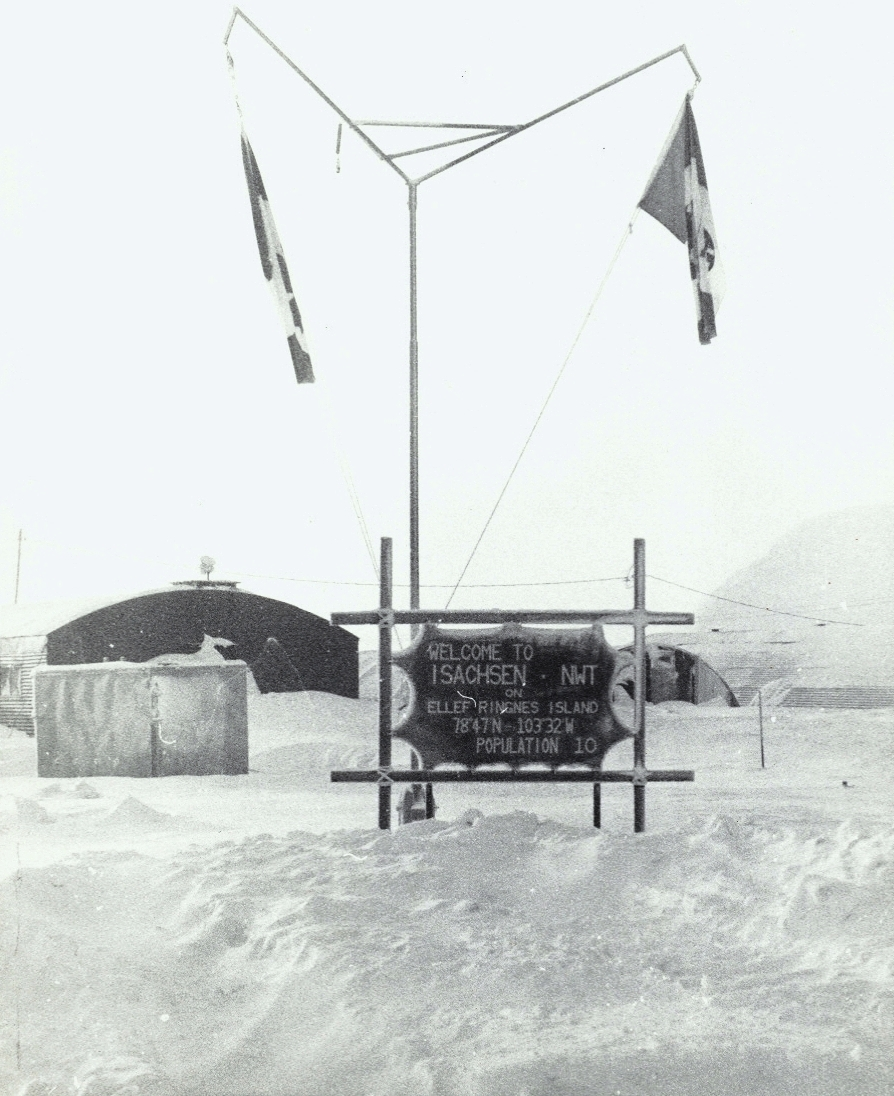
norská meteorologická stanice Isachsen, foto z roku 1974

Sverdrupovy ostrovy jsou severní části Ostrovů královny Alžběty v autonomní provincii Nunavut v Kanadě. Ostrovy jsou situovány v Severním ledovém oceánu, západně od Ellesmerova ostrova, mezi 77 ° a 81 ° severní šířky a 85 ° a 106 ° západní délky.

## Historie
Ostrovy jsou pojmenovány po norském polárníkovi Ottovi Sverdrupovi, který tuto oblast mapoval mezi roky 1898 a 1902 na lodi Fram. Ostrovy nalezl neobydlené, ačkoliv je možné, že na nich čas od času pobývali Inuité.
Sverdrup tyto ostrovy zabral pro Norsko, ale norská vláda o ně až do konce 20. let 20. století neprojevila žádný zájem. Až roku 1928 začala hlasitě vznášet své územní nároky. Byla to reakce na postoj vlády Spojeného království, která odmítala uznat nároky Norska na ostrov Jan Mayen v Arktidě a na Bouvetův ostrov v Antarktidě.
11. listopadu 1930 norská vláda uznala svrchovanost Kanady (která tehdy byla zámořským územím Spojeného království) nad Sverdrupovými ostrovy a na oplátku britská vláda uznala svrchovanost Norska nad ostrovy Jan Mayen a Bouvet.

## Geografie

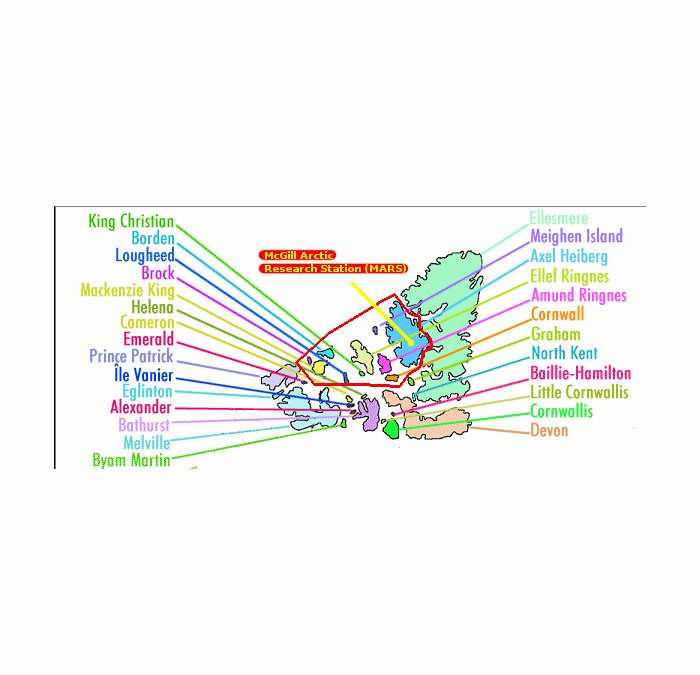
Svedrupovy ostrovy uvnitř červeného rámečku. Vyznačena výzkumná stanice MARS

Největšími ostrovy jsou ostrov Axela Heiberga, Ellef Ringnes Island, Amund Ringnes Island, Cornwall Island, Graham Island, Meighen Island, King Christian Island a Stor Island. Souostroví také zahrnuje množství menších ostrovů. Jediné obydlené místo je Isachsen na Ellef Ringnes Island, což byla během let 1948 až 1978 meteorologická stanice s posádkou. Na ostrově Axela Heiberga se nachází McGill Arctic Research Station, která je obydlena jen během léta.